# Los Ramblers
Los Ramblers o The Ramblers es una banda de jazz y rock and roll formada en Chile en noviembre de 1959.
Actualmente la orquesta está conformada por Sebastián Apiolaza (voz principal), Claudio Rivas (Bajo y coros), Rene Romero (Batería), Nino Soto (Guitarra y coros), Ricardo Flores (Trombón), Manuel Rey (Trompeta), Renato Muñoz (Saxo y Clarinete) y Natán Vivanco (Pianista). Representante y Dirección general, Jorge Rojas Cossio. 
Los Ramblers se encuentran presentando su gira a nivel nacional titulada "La Leyenda Continúa" (2024), un Show para toda la familia junto a su nueva propuesta musical y visual incluyendo nuevos integrantes musicales y director representante de Los Ramblers.

## Historia
The Ramblers fue creada por Jorge Ivan Rojas Astorga, en noviembre de 1959 sus primeros integrantes fueron: Jorge Rojas Astorga (Director y Piano); Polo Salinas (Voz); Manuel Urrutia (Guitarra); Francisco Arlegui (Saxo); Alex Aparicio (Trompeta); Romeo Bader (Baterista); Juan Castillo (contrabajo) Jaime Escobedo (Clarinete); Gustavo Vidal (Trombón); habían músicos profesionales y autodidactas, habían participado en otros grupos o como solistas, aunque ninguno de ellos se dedicaba a la música como actividad profesional.

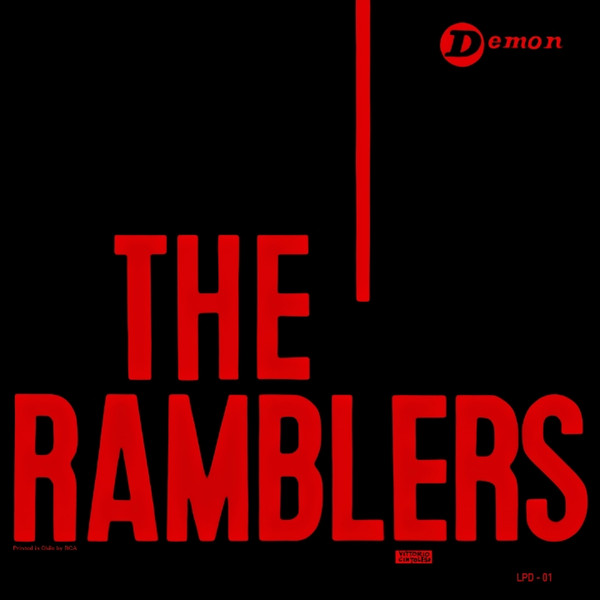
Carátula del longplay The Ramblers de Los Ramblers, lanzado por Demon y producido por Camilo Fernández.

La banda ganó popularidad nacional al aparecer en el programa de Radio Minería el Show de la Polla en abril de 1961. Desde ese momento fueron invitados a diversas radios y luego a la tercera edición del Festival de Viña del Mar en febrero de 1962. Con motivo de la celebración de la Copa Mundial de Fútbol en Chile ese año, su director, Jorge Rojas Astorga, compuso «El rock del Mundial», que vendió más de 80 000 copias ese año y dos millones hasta inicios del siglo XXI.
En 1965 hicieron una gira por Argentina, donde hicieron bailables y presentaciones al aire libre en el gran Buenos Aires y exitosas actuaciones en el canal 13 de la televisión bonaerense. Tras el regreso a Chile, sufrieron la pérdida de Jaime Escobedo, fallecido a causa de complicaciones gastrointestinales. Debido a las continuas ausencias del vocalista, comenzaron a interpretar también conocidas canciones instrumentales. Germán Casas dejó definitivamente el grupo en 1985, siendo reemplazado por Gustavo Ramos, y luego por Valentín Fernández.
En 2005 se presentaron en el Teatro Municipal de Viña del Mar y recorrieron el país de norte a sur mostrando en vivo la magia de su música.
En 2009 Los Ramblers cumplieron 50 años de vida artística y decidieron celebrarlo con un gran concierto en Santiago. La cita fue en el Teatro Caupolicán el domingo 8 de noviembre de 2009, cuando contaron con artistas invitados para celebrar los 50 años de Los Ramblers y de la Nueva Ola Chilena. Entre los artistas invitados asistieron Luis Dimas, Cecilia, Peter Rock, Marisa, Larry Wilson, Luz Eliana y Fernando Montes, acompañados por la orquesta de Pancho Aranda. El resultado fue un Teatro Caupolicán repleto de seguidores de esta banda, que cantaron y bailaron al ritmo de sus canciones. El resultado fue 50 aniversario, el primer disco grabado en vivo en la historia de esta agrupación.
La gira aniversario continuó entre 2010 y 2013, periodo cuando se celebraron los 50 años del sencillo «El rock del Mundial». En febrero de 2014, asistieron al Festival Viva Dichato, donde abrieron el show y repasaron sus grandes éxitos con gran aceptación del público presente y televidente.
Cabe destacar que gracias a la Copa Mundial de Fútbol de 2014, el tema «El rock del Mundial», compuesto por Jorge Rojas Astorga, fue considerado por la prestigiosa revista Billboard dentro de los diez mejores temas de la historia de las Copas Mundiales, lo que consiguió llamar la atención de periodistas de distintos países, quienes contactaron a su autor para hablar de este acontecimiento que ya lleva 50 años desde su creación y grabación, y que según este ranking es considerada como la primera canción escrita para un Mundial de Fútbol.
Todo esto originó la gira 2014, cuando Los Ramblers recorrieron distintos lugares de Chile. En septiembre de ese año se llevó a cabo un gran concierto junto a la Nueva Ola en el Teatro Caupolicán, repitiendo el fenómeno de 2009.
En el año 2018, durante la madrugada del 24 de febrero, Los Ramblers se dirigían de vuelta a Santiago de Chile, luego de haber realizado una presentación en la ciudad de Parral (Chile), correspondiente al Aniversario N° 223 de la ciudad. Durante el trayecto de regreso, a la altura del Kilómetro 293 de la Ruta 5 Sur, el bus que traía a la banda de regreso, colisionó con un camión que se encontraba a un costado del camino debido a una falla. En el accidente varios integrantes de la banda quedaron heridos, dejando 3 en estado de gravedad y un fallecido. En el lugar se confirmó que el vocalista, Valentín Fernández, perteneciente a la banda desde principio de los años 1990, había fallecido en el lugar de manera inmediata. La noticia generó revuelo a nivel nacional, donde los medios de comunicación hablaban de este suceso. Mientras que Jorge Rojas Astorga, fundador y director de la orquesta es trasladado al hospital de Talca, quien luego de 10 días fallece debido a la gravedad de las lesiones.
A un año del fatídico accidente, el nuevo director e hijo Jorge Rojas Cossio, publica una carta abierta en redes sociales para conmemorar a aquellos integrantes que ya no se encuentran en la orquesta. Realizando así un homenaje a Valentín Fernández (Voz) y Jorge Rojas Astorga (Director y pianista). Sumando también esta nueva etapa en la cual "Los Ramblers" ya encuentran realizando
A principios del 2019, la orquesta anuncia un nuevo material el cual ya se encuentra en proceso de ser estrenado en diferentes plataformas. Una nueva gira titulada "La Leyenda Continúa" que traerá de la mano un nuevo DVD, más fresco, con sonidos modernos y con grandes canciones populares de toda su carrera musical. Este material contará con un CD (Audio) y DVD (En vivo) que contiene material exclusivo, entrevistas y 20 canciones interpretadas. El primer sencillo, titulado A Mi Amada, ya se encuentra disponible en su canal oficial de Youtube. Este video fue estrenado el 14 de febrero del 2019, presentando así a su nuevo integrantes de la orquesta Sebastián Apiolaza (Voz principal).
Actualmente, este 2022 The Ramblers se encuentran preparando su Aniversario 60° y celebrar los 60 años del Rock del Mundial prometiendo entregar una nueva puesta escena, canciones históricas de la orquesta, y mucho más.

## Integrantes
Sus integrantes han sido:
- Jorge Rojas, piano (1959-2018; Su muerte)
- Manuel Urrutia, guitarra (1959)
- Polo Salinas, voz (1959-1961)
- Germán Casas, voz (1961-1984)
- Óscar Soto, guitarra (1961-1984)
- Enrique Sorrel, guitarra (1961)
- Nelson Velázquez,saxo alto,clarinete (1960)
- Juan Castillo, contrabajo electrónico (1959-1963)
- Francisco Arlegui, saxo (1960)
- Alex Aparicio, trompeta (1959)
- Romeo Bader, batería (1959-1969) COFUNDADOR
- Jaime Escobedo, clarinete (1960-1966)
- Gustavo Vidal, trombón
- Toly Ramírez, saxo tenor y clarinete (1961-1969)
- Piere Marcel, voz (1984-1985)
- Javier Jorquera, Bajo (1966-1968)
- Roberto Acuña, segunda trompeta (1966)
- Mario Martínez, bajo (1964-1966 y 1969-1989)
- Gabriel Montecinos,cantante (1968)
- Valentín Fernández, voz (1990-2018; Su muerte)
- José Bravo, batería (1970-2017)
- Renato Muñoz, Saxo y Clarinete
- Claudio Rivas, Bajo desde 2001
- Natán Vivanco, Piano desde 2021

## Discografía
En 1962 lograron poner en los primeros lugares la canción ( El Rock del Mundial) «El twist del recluta». Tras esto pudieron grabar su primer álbum, The Ramblers, para el sello Demon con grandes ventas. Los siguientes álbumes fueron patrocinados por EMI Odeon.
Algunas de sus canciones conocidas son: «Mucho amor», «Prende una mechita», «Jamás», «Ayer la vi», «A mi amada», «Recuerdos en la lluvia», «Qué lolita», «Eres exquisita» y «Sin decir adiós», entre otras.
En 1992 publicaron un álbum de grandes éxitos titulado La orquesta de los años felices y en 2004 una nueva antología con 52 éxitos. En 2010 se publicó 50.º aniversario, un disco grabado en vivo en el Teatro Caupolicán en el inicio de la gira aniversario. A inicios del 2019, la orquesta presenta su nuevo trabajo en las diversas plataformas digitales, un disco remasterizado junto a la nueva voz de la agrupación. Disco que lleva por nombre "La Leyenda Continúa".
- The Ramblers (1962)
- The Ramblers - Los Tigres (1964)
- Primer amor (1965)
- Ramblering (1966)
- The Ramblers (1968)
- Señor amor (1971)
- Again (1976)
- The Ramblers siempre The Ramblers (1984)
- La orquesta de los años felices (1992)
- Antología: 1963 - 1976 (2004)
- 50 aniversario (2010)
- El Rock Del Mundial (Homenaje 50 años) (2012)
- Antología (2013)
- The Ramblers (En Vivo) (2016)
- La Leyenda Continúa (2019)